# Merlimont
Merlimont település Franciaországban, Pas-de-Calais megyében. Lakosainak száma 3348 fő (2022. január 1.). Merlimont Cucq, Berck, Airon-Notre-Dame, Rang-du-Fliers, Saint-Aubin és Saint-Josse községekkel határos.

## Népesség
A település népességének változása:
| Lakosok száma | 3220 | 3296 | 3368 | 3348 | 3374 | 3401 | 3389 | 3367 | 3348 |
|               | 2013 | 2015 | 2016 | 2017 | 2018 | 2019 | 2020 | 2021 | 2022 |